# Spannraft Ágoston (díszlettervező, 1855–1910)
Spannraft Ágoston, született Spanraft Ármin (Cegléd, 1855. augusztus 4. – Rákosszentmihály, 1910. április 14.) díszlettervező, festőművész. 

## Élete
Fiatalon került Pestre. Kezdetben rajztanulmányokat folytatott. Lehmann Mór műhelyében tanulta a mesterséget és a mestere halálát követően örökébe lépett, a Nemzeti Színház főfestője lett. A Nemzeti akkori intendánsa, báró Podmaniczky Frigyes A bolygó hollandihoz önállóan készített színpadképe alapján felismerte a mindössze 18 éves fiatal festő tehetségét és hosszabb nyugat-európai körútra küldte, amelyet a bécsi Akadémián folytatott tanulmányok zártak le. Tanult Bécsben a Képzőművészeti Főiskolán, illetve Carlo Brioschi műhelyében. Hazatérése után az Operaház megnyitásáig eltelt három esztendőben ismét a Nemzeti Színházban dolgozott, majd az operatagozat különválásakor ő is az együttessel tartott. Elsajátította a historizmus szemléletét és gyakorlatát, amihez hű maradt egész művészi pályafutásán keresztül. Ebben a szellemben tervezte díszleteit egészen 1910-ben bekövetkezett haláláig. A Millenniumot követően számos magánszínház számára tervezett színpadképet, az Operában és a Nemzeti Színházban végzett munkája mellett. Az általa tervezett színpadképek száma meghaladta az ezret. Ó volt az első, klasszikus értelemben vett színházi nagyvállalkozó, aki a múlt század nyolcvanas éveitől központi ellátó műhelyt tartott fenn.
1910. április 14-én hunyt el. Halálát szívszélhűdés okozta. Sírja a rákosszentmihályi köztemetőben található.

## Családja
Szülei Spannraft János és Moszmayer Zsuzsanna voltak. Felesége Wallishauer Erzsébet volt. 
Négy gyermeke született:
- ifj. Spannraft Ágoston János Gyula (1883–1945)[4] festőművész, díszlettervező.
- Spannraft Elza (1884–1972),[5] Jancovius Imréné.
- Spannraft Paula Erzsébet Franciska (1888–1946),[6] Lauer Gyuláné.
- Spannraft Árpád Géza Artúr (1896–†) magántisztviselő

Dédunokája, dr. Spannraft Marcellina egyetemi docens.

## Díszlettervek
- Bizet: A gyöngyhalászok
- Halévy: A zsidónő
- Goldmark Károly: Merlin
- Erkel Ferenc: Bánk bán. Tisza-parti jelenet
- Meyerbeer: A próféta
- Nessler: A sackingeni trombitás
- Sárosi Ferenc: Az Abencerage
- Verdi: Aida. II. felvonás színpadképe
- Verdi: Aida. felvonás színpadképe
- Wagner: Tannhäuser. Vénusz-barlang
- Wagner: Tannhäuser
- Wagner: A bolygó hollandi. II. felvonás
- Wagner: A bolygó hollandi. III. felvonás
- Nicolai: A windsori víg nők